# Ресенский дворец
Ресенский дворец (макед. Сарајо файле) — это неоклассическая достопримечательность, которая находится в городе Ресен, Северная Македония. Дворец построен в конце 19 века местным османским беем Ахмеде Ниязи-бей Реснели. Здание по своему стилю является уникальным в Северной Македонии. Во дворце сейчас находится музей, галерея и библиотека. Местные жители Ресена называют здание просто «сарай». «Сарай» происходит из турецкого языка и означает «дворец».

## Общие сведения
Ресенский дворец построен в неоклассическом архитектурном стиле. Здание является симметричным относительно высокой 35-метровой башни с двумя крыльями в центральной части здания. Дворец имеет подвальную часть, главный этаж, второй этаж и мансардное помещение. Общая площадь всех комнат достигает 7800 м². Толщина наружных стен составляет от 60 до 105 см. Фасад содержит много скульптурных деталей. Крыша дома сначала была деревянной, но во время реконструкции в 1982 году была заменена на металлические профили.

## История

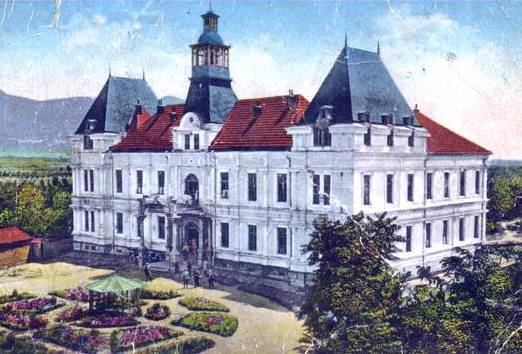
Ресенский дворец в начале XX века

Ахмед Ниязи-бей Реснели был беем Ресенского региона в конце 19 и в начале 20 века и, вероятно, участником младотурецкой революции. Бей захотел иметь поместье во французском стиле, возможно, после получения открытки с изображением Версаля.
Строительство Ресенского дворца началось в 1905 году. Внешний вид здания был завершён в 1909 году после младотурецкой революции. Все остальные работы, включая внутренние отделки, были завершены лишь через несколько лет после Балканских войн и Первой мировой войны в 1922 году. Ахмед Ниязи-бей, однако, умер в 1913 году в Дурресе по неизвестным причинам, поэтому он так никогда и не увидел законченного варианта собственного имения.
После Балканских войн Сарай выполнял несколько различных функций для нескольких различных организаций. Сначала он использовался для местных административных целей под Королевством Сербии, а затем под Королевством Югославии. Во время Второй мировой войны здание использовалось оккупационными силами. После войны здание использовалось в качестве мэрии города Ресен, а затем — в качестве городской библиотеки. Наконец, Сарай стал музеем и галереей, которой он остаётся и сегодня.
Со времени строительства крыша здания была восстановлена дважды: один раз в 1982 году и ещё раз в 2005 году.

## Современное использование
Ресенский дворец в настоящее время включает в себя такие культурные институты, как «Dragi Tozija House of Culture», «Resen Ceramic Colony», «Keraca Visulčeva Gallery» и местную библиотеку.
Дом культуры «The Dragi Tozija House of Culture» является филиалом Музея Македонии в Скопье. Дом культуры также является домом для пьес, литературных чтений и других культурных мероприятий.
Музей керамики «The Resen Ceramic Colony», также расположенный во дворце, является членом Международной академии керамики ЮНЕСКО.
Постоянная галерея со многими работами художника Кераки Висульчевой также находится в здании.
Местная библиотека в имении существует ещё с 40-х годов 20 века. На сегодняшний день содержит более 31 000 книг.